# 사춘기 (드라마)
《사춘기》(思春期)는 1993년 4월 15일부터 1996년 8월 14일까지 문화방송에서 방영된 청소년 드라마이다.
이전까지의 교훈적인 청소년 드라마와 신선한 차별성을 두고 청소년기에 있을 법한 이야기를 발랄하게 풀어내어 인기를 끌었다. 강원특별자치도 춘천이 주무대로, 중학교 2학년 학생인 이동민(시즌 1기 주인공 중2 동민)과 그 친구들의 성장 과정을 그렸다. 1993년에서부터 1994년까지의 시즌 1은 주인공 동민의 이야기로, 1995년 2월 이동민이 졸업한 후 1995년에서부터 1996년까지는 새로운 주인공인 김재경(시즌 2기 주인공 중1 재경)의 이야기로 꾸며졌다. 여기서 시즌 1기 주인공(이동민 역)을 맡았던 정준은 약간 어수룩하지만 귀여운 연기로 인기를 얻었다.

## 시리즈 개요
| 기수 | 기수 | 방송 횟수 | 방영 기간       | 방영 기간       |
| 기수 | 기수 | 방송 횟수 | 시즌 시작       | 시즌 종료       |
| ---- | ---- | --------- | --------------- | --------------- |
|      | 1    | 106회     | 1993년 4월 15일 | 1995년 2월 16일 |
|      | 2    | 69회      | 1995년 3월 9일  | 1996년 8월 14일 |

## 등장 인물
| - 정준 : 이동민 역 - 주현 : 이동민의 아버지 역 - 선우은숙 : 이동민의 어머니 역 - 이진아 : 이재복 역 - 윤순홍 : 윤 선생님(2학년 담임, 국어) 역 - 이재훈 : 이 선생님(학생 지도 주임, 수학) 역 - 김상중 : 김 선생님(3학년 담임, 체육) 역 - 장덕수 : 장덕수 역 - 조명식 : 조명식 역 - 이정호 : 이정호 역 - 박영희 : 박지연 역 - 박성희 - 박소정 - 박인선 - 이영호 - 맹혜리 - 최호중 : 석진 역 - 인병국 - 노희지 : 박미나 역 - 김선민 - 강승연 - 김세윤 : 장수광 역 1983년 11월까지 강원도 춘천 남면 전직 면장. 1988년 11월 이후부터 경기도 용인 남사면 통삼리 이주. - 유명옥 : 송춘섭(강원 고성 장전댁) 역 장수광 강원도 춘천 전직 남면 면장의 부인. 1988년 11월 이후부터 경기도 용인 남사면 통삼리 이주. - 조재훈 : 현태진 역 장수광 강원도 춘천 전직 남면 면장의 강원도 인제 남면 관대리 사는 사위. - 서영애 : 장영은 역 장수광 전직 강원도 춘천 남면 면장의 강원도 인제 남면 관대리 사는 딸. - 주한울 : 현동찬 역 장수광 전직 강원도 춘천 남면 면장의 강원도 인제 남면 관대리 사는 외손. - 노영심 (특별출연) - 한석규 : 강명구 역 - 감우성 - 박철 - 김세준 - 곽진영 - 김소이 - 장동건 - 김원희 - 박주미 - 조민기 - 손민우 - 심은하 - 양정아 - 이시은 - 최종환 - 안재욱 - 유태웅 - 손건우 - 최미향 - 이현경 - 윤용현 - 홍세은 - 김윤정 - 송상미 - 정혜정 - 황윤미 - 심미진 - 이기우 - 정은정 - 전삼병 - 박재연 | - 서재경 : 김재경 역 - 최우혁 : 김재동 역 - 이민영 : 김재인 역 - 김용건 : 김재경의 아버지 역 - 김영애 : 김재경의 어머니 역 - 김민정 : 박나영 역 - 고주희 : 영어 선생님 역 - 노경주 : 영어 선생님 역 - 궁선영 : 미술 선생님 역 - 김일우 : 체육 선생님 역 - 설경구 : 음악 선생님 역 - 윤순홍 : 국어 선생님 역 - 이재훈 : 수학 선생님 역 - 김현석 - 이일재 - 김미라 - 김용선 : 천우석의 어머니 역 - 오태경 : 천우석 역 - 김규민 - 최호중 - 김창완 : 미술 선생님 역 - 문혁 - 김태진 - 김상협 - 이강우 - 고가령 - 전유경 : 민희 역 - 차효림 - 채민희 - 도지영 - 김주영 - 문용민 - 김성찬 - 김건호 - 박재훈 - 김창환 - 최정 - 조하나 - 최지나 - 최지우 - 나경미 - 조미령 - 정준호 - 이성재 - 김찬우 |

## 결방 사유
- 1993년 5월 27일 : 〈쇼 스포츠〉 방송으로 결방
- 1994년 7월 28일 : 여름방학 특집 다큐 만화의 스타들 2부 〈악동이냐 슬램덩크냐〉 방송으로 결방
- 1994년 9월 22일 : MBC 초청 축구대표팀 평가전(1차전) 〈대한민국 VS 브라질〉 방송으로 결방
- 1994년 10월 13일 : 히로시마 아시안 게임 여자 농구 결승전〈대한민국VS 일본〉과 축구 준결승 〈대한민국 VS 우즈베키스탄〉 등 연속 중계방송으로 결방
- 1995년 3월 23일 : 제31회 한국 백상예술대상 시상식 방송으로 결방
- 1995년 6월 29일 : 삼풍백화점 붕괴 사고 특보로 결방
- 1995년 11월 9일 : 한일 프로야구 슈퍼게임 4차전(후쿠오카 돔) 중계방송으로 결방
- 1995년 11월 16일 : 노태우 전 대통령 비자금 사건 특보로 결방
- 1995년 12월 7일 : 제16회 청룡영화상 방송으로 결방
- 1996년 6월 12일 : 문명탐사 다큐 700년 전의 약속 〈목포 축하공연〉 방송으로 결방
- 1996년 7월 31일 : 애틀란타 올림픽으로 인해 결방[4]

## 1993년 4월 관련 해프닝
이 드라마에서는 한편, 1993년 4월 29일 방영된 제3회 〈육체미 소동〉의 시나리오가 7차 교육과정의 중학교 1학년 국어 교과서 수록되기도 했다. 또한 1994년 2월 3일 방영된 제57회 〈성교육 제1장〉이 작가상 운영 규정에 따라 드라마-비드라마 부문으로 변경된 1995년 3월 개최된 제7회 한국방송작가상 드라마 부문 후보에 거론됐으나 탈락한 바 있다.

## 1994년 1월 당시 해프닝
이 드라마에서는 아울러, 윤여정이 캐스팅 물망에 올랐으나 1994년 1월 19일 트럭 운전사의 과실로 인한 교통사고 때문에 불발됐으며 이 과정에서 윤여정은 해당 작품 등 4편의 드라마 출연이 취소되자 대한통운을 상대로 3천9백여만원의 손해배상 청구소송을 서울민사지법에 냈다.

## 수상 경력
- 제21회(1994년) 한국방송대상 청소년부문 우수작품상